# Fluoruro di zinco
Il fluoruro di zinco è il composto inorganico binario di zinco e fluoro ed è anche il sale di zinco dell'acido fluoridrico, avente formula ZnF2. In condizioni normali si presenta come cristalli aghiformi incolori o polvere cristallina bianca, un po' igroscopica e inodore. A differenza degli altri alogenuri di zinco (ZnCl2, ZnBr2 e ZnI2), che sono solubilissimi,  ZnF2 fonde molto più in alto ed è pochissimo solubile in acqua. Del fluoruro di zinco esiste anche una forma idrata (ZnF2⋅4H2O), con struttura romboedrica, e questa è leggermente più solubile in acqua (1,62 g/L a 20 ºC).

## Struttura e proprietà
Il fluoruro di zinco è un composto termodinamicamente molto stabile, ΔHƒ° = -764,4 kJ/mol; è un materiale isolante con ampio band gap, stimato in circa 7 eV e un indice di rifrazione principale di 1,4963.
In fase solida ZnF2 cristallizza nel sistema tetragonale, con una struttura tipo rutilo (gruppo spaziale P42/mnm, No. 136), come accade pure per l'analogo fluoruro di magnesio (MgF2). Nel cristallo ogni atomo di zinco è coordinato ottaedricamente da sei atomi di fluoro e ogni atomo di fluoro è circondato da tre atomi di zinco posti ai vertici di un triangolo equilatero. Questa similitudine di strutture è correlabile alla similitudine dei raggi ionici cristallini dei due atomi Zn e Mg: 88 pm peril primo e 86 pm per il secondo.
In fase vapore ZnF2 esiste come molecole lineari F–Zn–F, simmetria D∞h, dove la distanza Zn-F è 181 pm e aventi potenziale di ionizzazione di 13,91 eV; per confronto, anche la molecola MgF2 è lineare e la distanza Mg-F è solo leggermente minore, 177,0 pm e anche il potenziale di ionizzazione è simile, 13,6 eV.

## Sintesi
Il fluoruro di zinco si può preparare per reazione diretta del fluoro sul metallo, o per reazione di acido fluoridrico sul metallo, con sviluppo di idrogeno:
{\displaystyle {\ce {Zn + F2 -> ZnF2}}}
{\displaystyle {\ce {Zn + 2HF -> ZnF + H2}}}
Alternativamente, si può usare la decomposizione termica del tetrafluoroborato di zinco:
Zn(BF4)2  →  ZnF2 + 2 BF3↑
La forma idrata si ottiene trattando carbonato di zinco con acido fluoridrico acquoso; l'acqua di cristallizzazione si può rimuovere per riscaldamento sopra 200 ºC:
{\displaystyle {\ce {ZnCO3 + 2HF + 3H2O -> ZnF2*4H2O + CO2}}}

## Applicazioni
ZnF2 è usato in fosfori per lampade fluorescenti, in vetri speciali ad alto indice di rifrazione, in invetriature e smalti per porcellana, e come additivo in galvanostegia. In sintesi organica trova impiego come fluorurante.